# 能圖
能圖，滿洲正紅旗，清朝政治人物、清朝刑部尚書。
曾任左都御史。順治十七年正月庚辰，接替圖海，擔任清朝刑部尚書，后革。由覺羅雅布蘭接任。